# Élections régionales de 2025 dans le Burgenland
Les élections régionales de 2025 dans le Burgenland (Landtagswahl im Burgenland 2025) ont lieu le 19 janvier 2025 Autriche dans le Land autrichien de Burgenland.

## Mode de scrutin
Les 36 sièges du Landtag sont élus au scrutin proportionnel plurinominal à liste ouverte dans le cadre d'un processus en deux étapes. Les sièges sont répartis entre sept circonscriptions plurinominales correspondant au sept districts du Burgenland (les villes à statut de Eisenstadt et Rust sont fusionnés avec le district d'Eisenstadt-Umgebung). La répartition des sièges est basée sur les résultats du dernier recensement.
Pour que les partis reçoivent une représentation au Landtag, ils doivent soit remporter au moins un siège dans une circonscription, soit franchir un seuil électoral de 4 % à l'échelle du Land. Les sièges des circonscriptions sont répartis selon le quotient de Hare, tous les sièges restants au niveau de Land sont attribués selon la méthode D'Hondt, afin d'assurer la proportionnalité globale entre la part des voix d'un parti et sa part de sièges.
En plus de voter pour un parti politique, les électeurs peuvent exprimer des votes préférentiels pour des candidats spécifiques de ce parti, mais ne sont pas obligés de le faire. Ces votes supplémentaires n'affectent pas la répartition proportionnelle basée sur le vote pour le parti ou la liste, mais peuvent modifier l'ordre de classement des candidats sur les listes d'un parti au niveau de l'État et de la circonscription. Les électeurs peuvent exprimer un vote préférentiel au niveau de l'État, ou trois au niveau de la circonscription. Un électeur ne peut pas franchir les lignes de parti pour exprimer un vote de préférence pour un candidat d'un autre parti ; ces votes de préférence ne sont pas valides.

## Résultats

### Au niveau régional
|                        |                                                        |         |       |       |        |               |  |  |  |  |  |  |  |  |
| Parti                  | Parti                                                  | Voix    | %     | +/-   | Sièges | +/-           |  |  |  |  |  |  |  |  |
|                        | Parti social-démocrate d'Autriche (SPÖ)                | 90 605  | 46,38 | 3,56  | 17     | 2             |  |  |  |  |  |  |  |  |
|                        | Parti de la liberté d'Autriche (FPÖ)                   | 45 109  | 23,09 | 13,30 | 9      | 5             |  |  |  |  |  |  |  |  |
|                        | Parti populaire autrichien (ÖVP)                       | 42 927  | 21,98 | 8,60  | 8      | 3             |  |  |  |  |  |  |  |  |
|                        | Les Verts - L'Alternative verte (Grünen)               | 11 061  | 5,66  | 1,06  | 2      | en stagnation |  |  |  |  |  |  |  |  |
|                        | NEOS - La nouvelle Autriche et le Forum libéral (NEOS) | 4 052   | 2,07  | 0,36  | 0      | en stagnation |  |  |  |  |  |  |  |  |
|                        | Liste du Bon Sens (HAUS)                               | 1 588   | 0,81  | Nv.   | 0      | en stagnation |  |  |  |  |  |  |  |  |
|                        |                                                        |         |       |       |        |               |  |  |  |  |  |  |  |  |
| Suffrages exprimés     | Suffrages exprimés                                     | 195 342 | 99,09 |       |        |               |  |  |  |  |  |  |  |  |
| Votes blancs et nuls   | Votes blancs et nuls                                   | 1 800   | 0,91  |       |        |               |  |  |  |  |  |  |  |  |
| Total                  | Total                                                  | 197 142 | 100   | —     | 36     | en stagnation |  |  |  |  |  |  |  |  |
| Abstention             | Abstention                                             | 53 259  | 21,27 |       |        |               |  |  |  |  |  |  |  |  |
| Inscrits/Participation | Inscrits/Participation                                 | 250 401 | 78,73 |       |        |               |  |  |  |  |  |  |  |  |

## Analyses et conséquences
Le Parti social-démocrate d'Autriche (SPÖ) arrive largement en tête avec 17 sièges, mais perd cependant sa majorité absolue acquise en 2020. Ce score oblige le gouverneur du Land, Hans Peter Doskozil, à ouvrir des négociations avec les autres partis. Le Parti de la liberté d'Autriche (FPÖ) devient la deuxième force au Landtag avec 9 sièges, une première depuis 1945 et le double par rapport à 2020. Cependant, les mauvais résultats du Parti populaire autrichien (ÖVP) avec la perte de 3 sièges, empêchent le FPÖ d'espérer former un gouvernement de coalition majoritaire avec ce dernier.
Le 4 février, le SPÖ annonce avec les Verts, arrivés en quatrième place, la conclusion d'un accord pour un gouvernement de coalition « rouge-verte », permettant à Doskozil d'être reconduit dans sa fonction de gouverneur pour un troisième mandat.